# الفن الهندي الإغريقي
الفن الهندي الإغريقي هو فن المملكة الهندية الإغريقية، التي حكمت من نحو 200 ق.م. في مناطق باختر وشبه القارة الهندية. في البداية، بين عاميّ 200 و 145 ق.م.، ظلت المملكة مسيطرة على باختر أثناء احتلالها مناطق الهند، حتى خسرتها ليسيطر عليها غزاة رُحَّل. بعد عام 145 ق.م.، حكم ملوك المملكة الهندية الإغريقية أجزاء من الهند القديمة حصرًا، خاصة في غاندارا ومنطقة البنجاب. كان للمملكة الهندية الإغريقية تراثٌ هيلنستيٌ غنيّ وإتقان فنيّ كما يُرى في أطلال مدينة أي-خانوم، التي تأسست كمدينة في المملكة الإغريقية البخترية. في الهند، تُعرف العديد من مدن المملكة الهندية الإغريقية مثل سركب بالقرب من تاكسيلا أو بركوت حيث عُثِر على بعض الآثار الفنية الهندية الإغريقية، مثل اللوحات الحجرية (وهي قطع مزخرفة من الحجر كانت تُستخدم لمزج أدوات التجميل). تُعرف بعض الآثار الثقافية البوذية ذات الصلة بالمملكة الهندية الإغريقية، مثل صندوق الشنكوت (علبة لحفظ الجواهر) لكن أهم بقايا المملكة الهندية الإغريقية على الإطلاق في الهند هي العملات المعدنية الجميلة والعديدة التي سكَّها ملوك المملكة الهندية الإغريقية، والتي تعتبر من أروع القطع الأثرية من الناحية الفنية. غالبًا ما تُنسب معظم الأعمال الفنية للفن اليوناني البوذي في غاندارا إلى الخلفاء المباشرين للمملكة الهندية الإغريقية في الهند في القرن 1 ق.م.، مثل قبائل الهنود السكثيين الرُحَّل وقبائل الهنود البارثيين، والكوشانيين في دولتهم المنحلة بالفعل، الإمبراطورية الكوشانية. لا يمكن تأريخ العديد من الأعمال الفنية في غاندارا بالضبط، ما يترك التسلسل الزمني الدقيق مفتوحًا للتفسير. أُكِّد إمكانية وجود اتصال مباشر بين المملكة الهندية الإغريقية والفن اليوناني البوذي مؤخرًا، مع إدراك أن المملكة الهندية الإغريقية حكمت في الهند حتى 10-20 م على الأقل مع حكم ستراتو الثاني في البنجاب.

## الفترة الهندية البخترية المبكرة (200-145 ق.م.)
حكم ملوك المملكة الهندية الإغريقية الأوائل، ويُطلَق عليهم أحيانًا اسم «الهنود-البختريين»، وهم من ديمتريوس الأول (200-190 ق.م.) حتى يوكراتيدس (170-145 ق.م)، مناطق باختر وشمال غرب الهند في نفس الوقت، حتى طردهم غزاة رُحَّل ربما يكونون من قبيلة يوزهي، أو قبيلة ساكا، نحو 145 ق.م. بالكامل من باختر وعاصمتهم الشرقية البخترية آي-خانوم. بينما كان ديمتريوس، أول الملوك الهنود الإغريق، يوسع أراضيه إلى الهند، كان لا يزال يحتفظ بمنطقة آي-خانوم كواحدة من معاقله واستمر في سك بعض عملاته في المدينة. آخر عملة يونانية في آي-خانوم سكها يوكراتيدس. بسبب ممتلكاتهم الإقليمية في كلٍ من باختر والهند، يُوصَف هؤلاء الملوك، بدءًا من ديميتريوس الأول، بشكل مختلف بأنهم هنود-إغريق، أو هنود-بختريون، أو إغريق- بختريون. بعد فقدهم باختر نحو 145 ق.م. خلال حكم يوكراتيدس وميناندر الأول، أُطلق على الإغريق «الهنود الإغريق» فقط.
البقايا الرئيسية المعروفة من هذه الفترة هي أنقاض وتحف مدينتهم آي-خانوم، وهي مدينة إغريقية بخترية تأسست نحو 280 ق.م. واستمرت في الازدهار خلال الـ 55 سنة الأولى من عصر المملكة الهندية الإغريقية حتى دمرها الغزاة الرُحَّل عام 145 ق.م.، وعملاتهم، التي كانت ثنائية اللغة في الغالب، تجمع بين اليونانية مع الخط البراهمي الهندي أو الخاروشثي. بعيدًا عن آي-خانوم، تم التعرف على آثار من المملكة الهندية الإغريقية في عدد قليل من المدن مثل بركوت أو تاكسيلا مع بقايا فنية معروفة أقل بكثير.

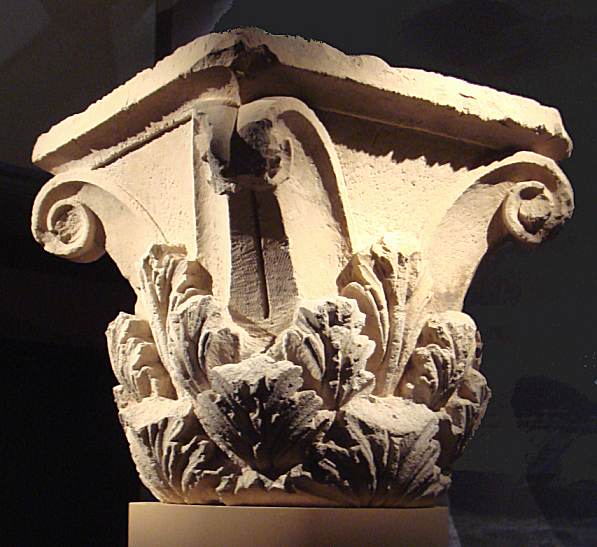
تاج عمود كورنثي يعود إلى القرن الثاني ق.م.، عثرت عليه قوات القائد أحمد شاه مسعود في القلعة بآي-خانوم.

### العمارة في باختر
عُثِر على العديد من القطع الأثرية والهياكل، لا سيما في آي-خانوم، ما يشير إلى وجود الثقافة الهلنستية العليا، جنبًا إلى جنب مع التأثيرات الشرقية، بدءًا من الفترة 280-250 ق.م. بشكل عام ، كانت آي-خانوم مدينة إغريقية هامة للغاية (1.5 كيلومتر مربع)، مميزة للإمبراطورية السلوقية ثم المملكة الإغريقية البخترية، وظلت واحدة من المدن الرئيسية في الوقت الذي بدأ فيه الملوك الإغريق في احتلال أجزاء من الهند، من 200 حتى 145 ق.م. لكن يبدو أن المدينة دُمِّرَت، في وقت وفاة الملك يوكراتيدس نحو 145 ق.م ولم يُعاد بناؤها مطلقًا.

كشفت البعثات الأثرية عن هياكل مختلفة، بعضها هيلنستية بالكامل، وبعضها الآخر يدمج عناصر من العمارة الفارسية، من بين هذه الهياكل قلعة، ومسرح كلاسيكيّ، وقصر ضخم مشيَّد على طراز العمارة اليونانية-البخترية، يُذَّكر بطريقة ما بالعمارة الفارسية الرسمية الفخمة، وجيمناسيون (100 × 100 م)، وهو أحد أكبر الجيمناسيونات في العصور القديمة، ومعابد متنوعة، وفسيفساء تمثل الشمس المقدونية وأوراق الأقنثا والحيوانات المختلفة (السرطانات والدلافين وغيرها ...)، والكثير من بقايا الأعمدة الكورنثية الكلاسيكية. يعود تاريخ العديد من القطع الأثرية إلى القرن الثاني ق.م.، ما يوافق مع بدايات عصر المملكة الهندية- الإغريقية.

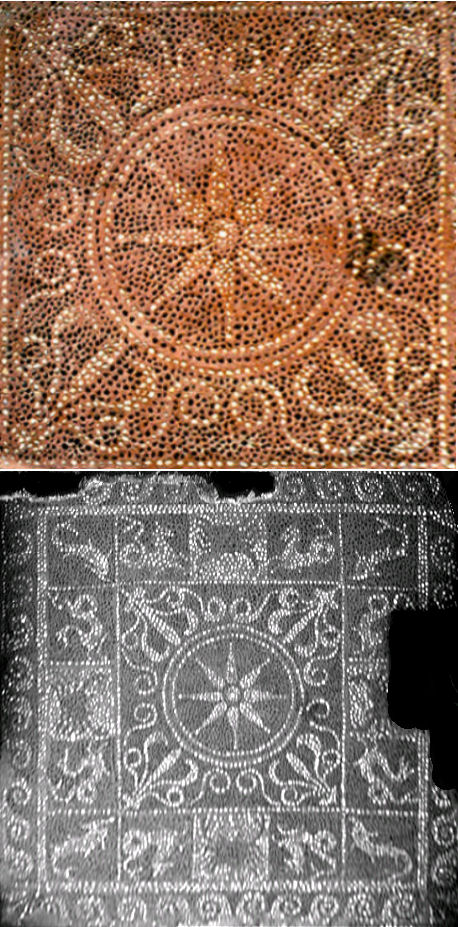
فسيفساء من آي-خانوم (التفاصيل في المنتصف ملونة)
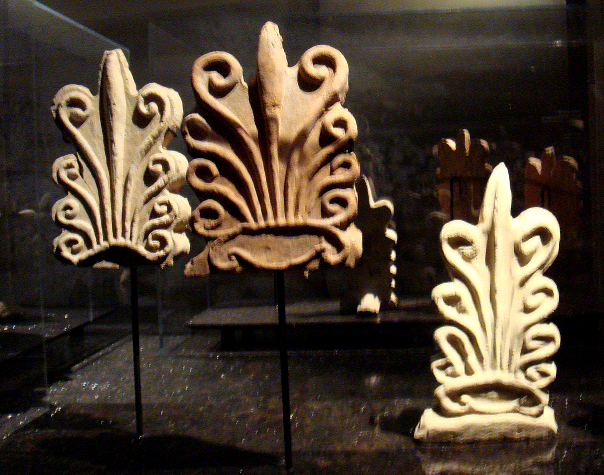
تماثيل معمارية فوق المسنم مع تصميم «اللهب المتخذ شكل ورقة النخيل» الهيليني، آي-خانوم
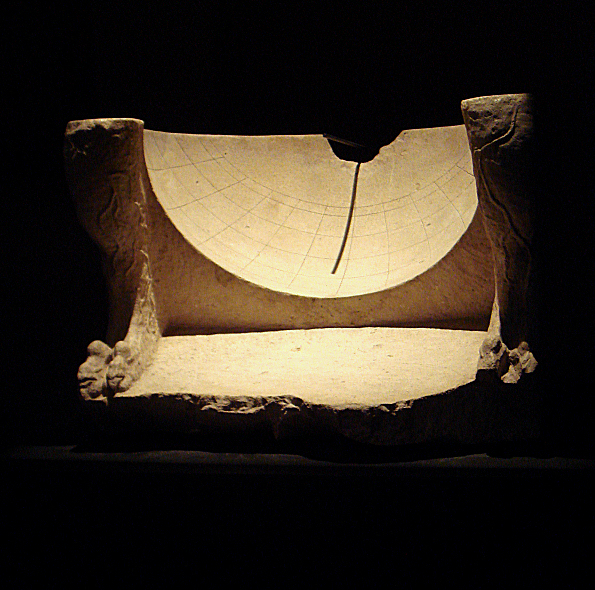
قرص الشمس بين قدميّ أسد منحوتتين.
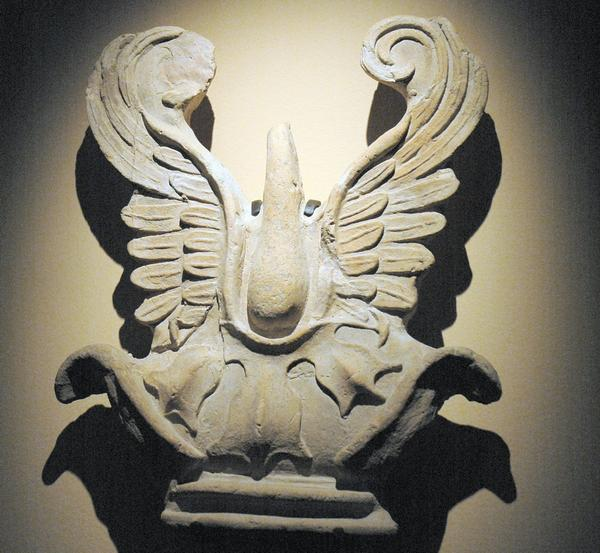
تماثيل مجنَّحة فوق المسنم، من نوع معروف فقط في آي-خانوم.

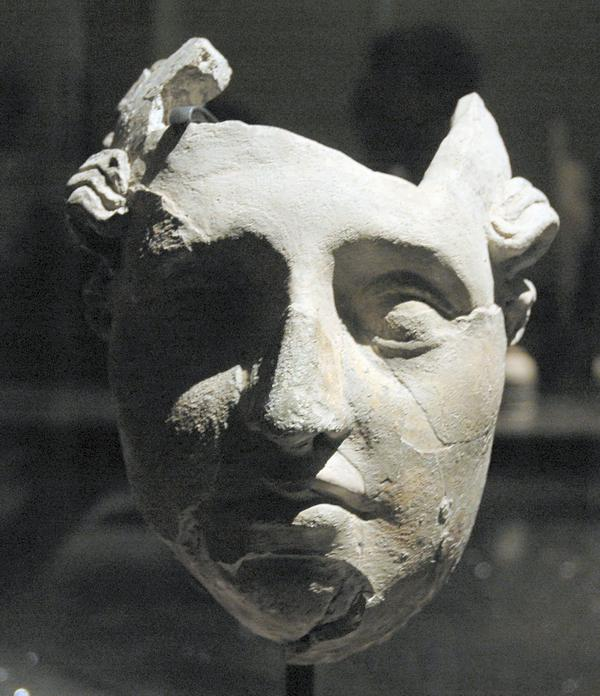
وجه من الجص يعود إلى القرن الثاني ق.م. عُثر عليه في القصر الإداري، آي-خانوم.

### النحت
عُثِر أيضًا في آي-خانوم على بقايا منحوتات مختلفة ذات أسلوب كلاسيكيّ تقليديّ نوعًا ما، غير متأثر بالابتكارات الهيلينية التي تحدث في نفس الوقت في عالم البحر الأبيض المتوسط. الجدير بالذكر، أنه قد استُخرجَت بقايا قدم ضخمة منحوتة بشكل ممتاز على الطراز الهلنستي، يقدر أنها تعود إلى تمثال يبلغ ارتفاعه 5-6 أمتار (والذي كان يجب أن يجلس ليلائم ارتفاع الأعمدة التي تدعم المعبد). نظرًا لأن صندل جزء القدم يحمل صورة رمزية لصاعقة زيوس، يُعتقد أن التمثال كان نسخة مصغرة من تمثال زيوس في أولمبيا.
نظرًا لعدم وجود الأحجار المناسبة للأعمال النحتية في منطقة آي-خانوم، غالبًا ما استُخدم الصلصال النيء والجص المُجسَّم في إطار خشبي، وهي تقنية انتشرت على نطاق واسع في آسيا الوسطى والشرق، خاصة في الفن البوذي. في بعض الحالات، تُصنَع اليدين والقدمين فقط من الرخام.

عُثِر على القليل من بقايا النحت الهلنستية في الهند، وكانت بالأساس قطع أثرية صغيرة في حفريات سركب.

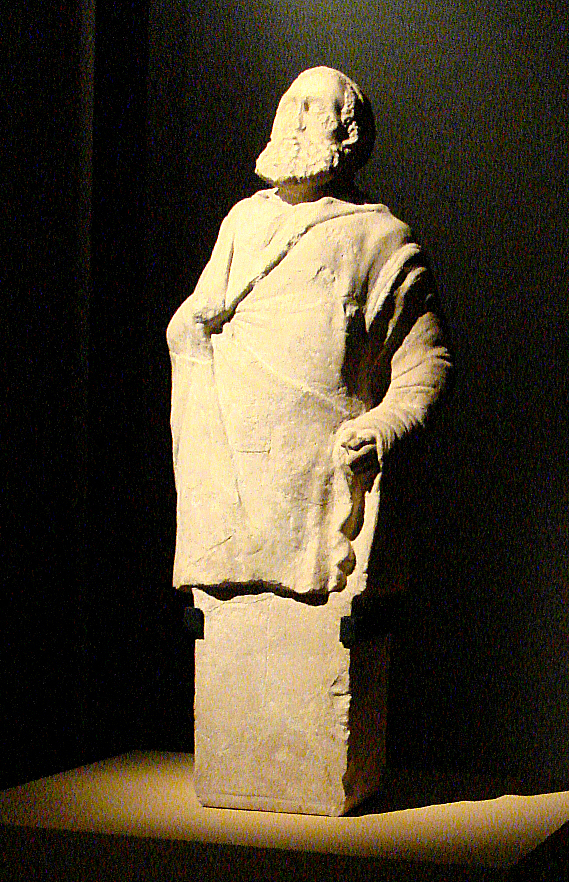
منحوتة لرجل عجوز. آي-خانوم، القرن الثاني ق.م.
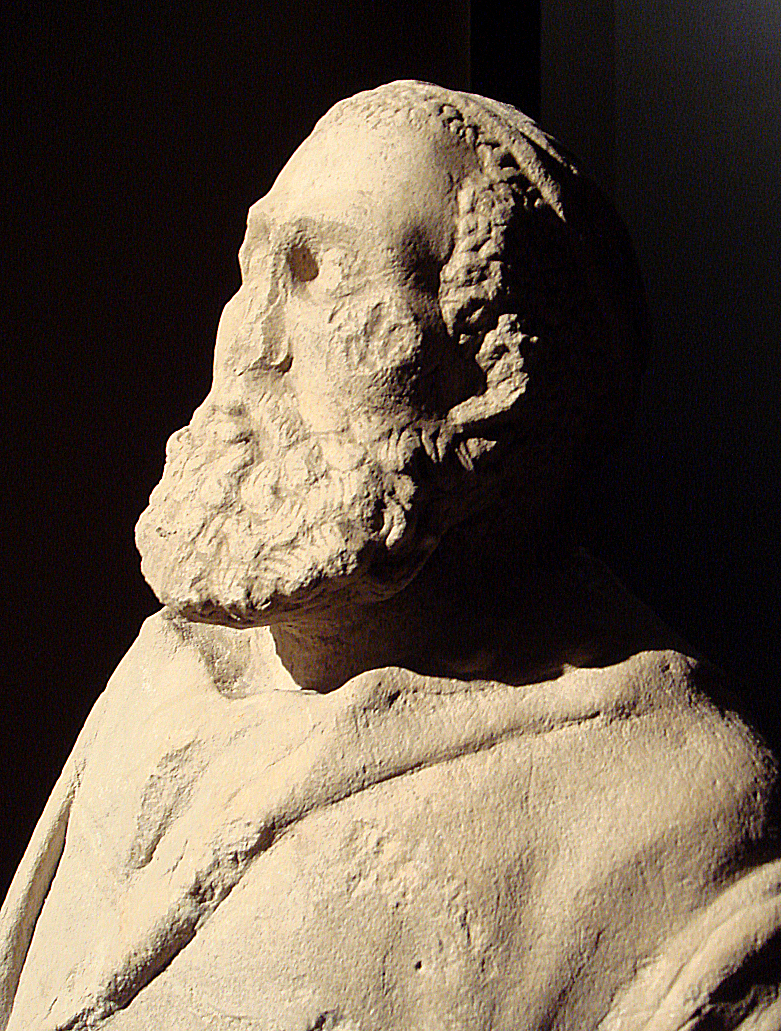
صورة مقرّبة لنفس التمثال.
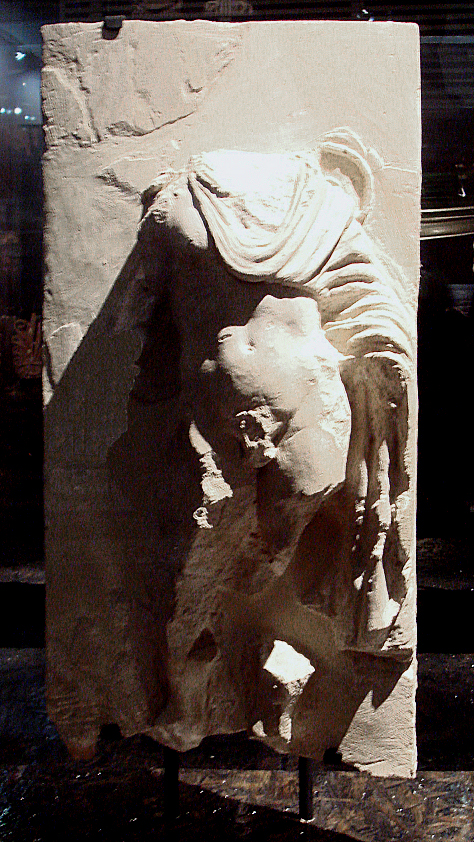
إفريز مع نحت لرجل عاري يرتدي الكلاميد. آي-خانوم، القرن الثاني ق.م.
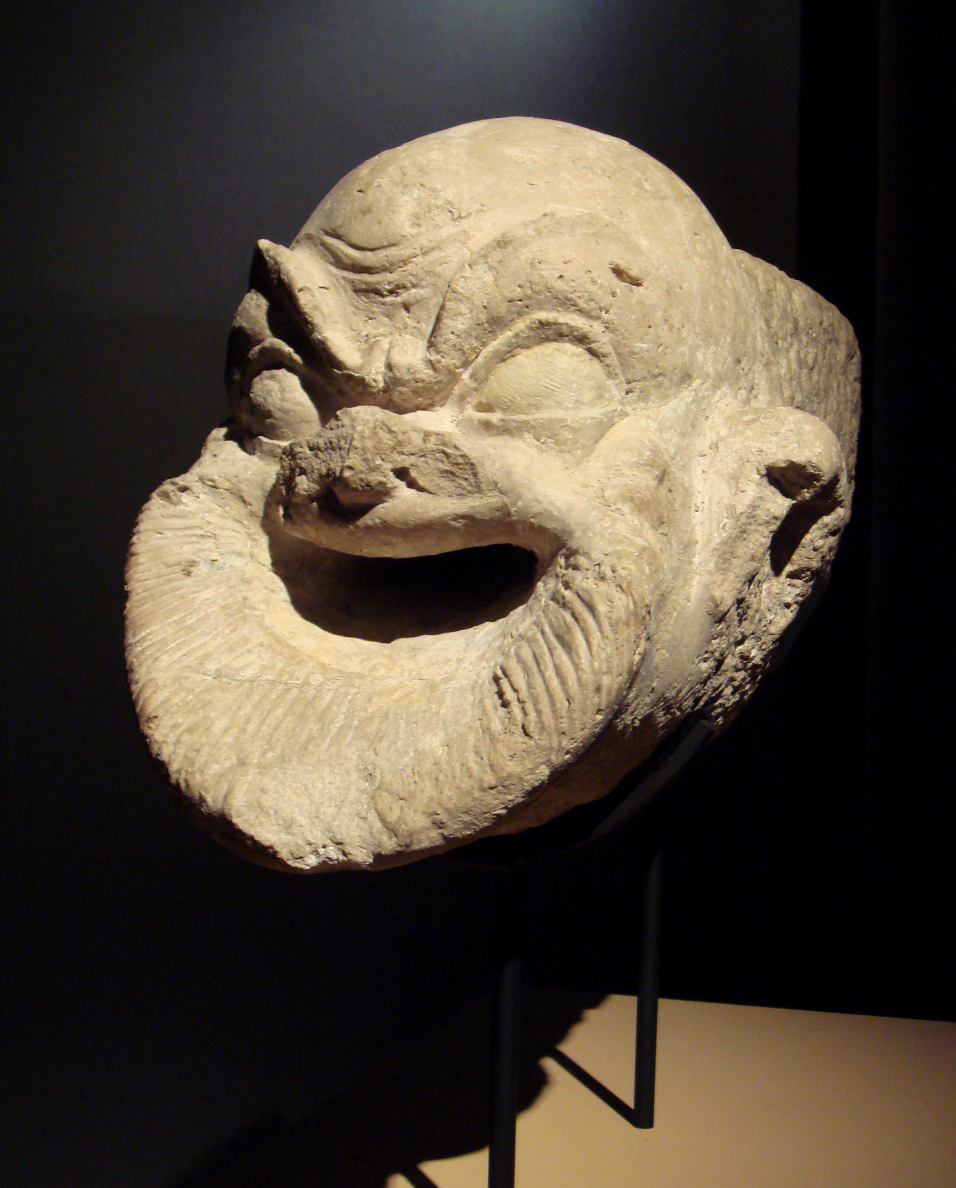
غرغول هلنستي. آي-خانوم، القرن الثاني ق.م.